# Semioptila hyalina
Semioptila hyalina is een vlinder uit de familie Himantopteridae. De wetenschappelijke naam van deze soort is voor het eerst geldig gepubliceerd in 1926 door Talbot.
De soort komt voor in tropisch Afrika.